# گمینا لشنو
گمینا لشنو (به لهستانی:  Gmina Leszno) یک گمینا در لهستان است که در شهرستان وارساف وست واقع شده‌است. گمینا لشنو ۱۲۵٫۰۳ کیلومتر مربع مساحت و ۹٬۹۸۷ نفر جمعیت دارد.